# Berlin E-Prix 2018
Der Berlin E-Prix 2018 (offiziell: 2018 BMW i Berlin E-Prix) fand am 19. Mai auf der Formel-E-Rennstrecke Berlin (Tempelhof) in Berlin statt und war das neunte Rennen der FIA-Formel-E-Meisterschaft 2017/18. Es handelte sich um den vierten Berlin E-Prix, der somit das einzige Rennen war, das bis dahin in jeder Saison der FIA-Formel-E-Meisterschaft ausgetragen wurde.

## Bericht

### Hintergrund
Nach dem Paris E-Prix führte Jean-Éric Vergne in der Fahrerwertung mit 31 Punkten vor Sam Bird und mit 61 Punkten vor Felix Rosenqvist. In der Teamwertung hatte Techeetah 55 Punkte Vorsprung auf DS Virgin und 74 Punkte Vorsprung auf Audi Sport ABT Schaeffler.
Vor dem Rennen gab es drei Fahrerwechsel: Bei NIO kehrte Luca Filippi ins Cockpit zurück, nachdem er in Paris durch Qinghua Ma ersetzt wurde. Bei Venturi ersetzte Tom Dillmann Edoardo Mortara, der zeitgleich in der DTM auf dem Lausitzring antrat. Bei Andretti wurde Tom Blomqvist durch Stéphane Sarrazin ersetzt.
Mit Sébastien Buemi (zweimal), Jérôme D’Ambrosio und Rosenqvist (jeweils einmal) traten drei ehemalige Sieger zu diesem Rennen an.

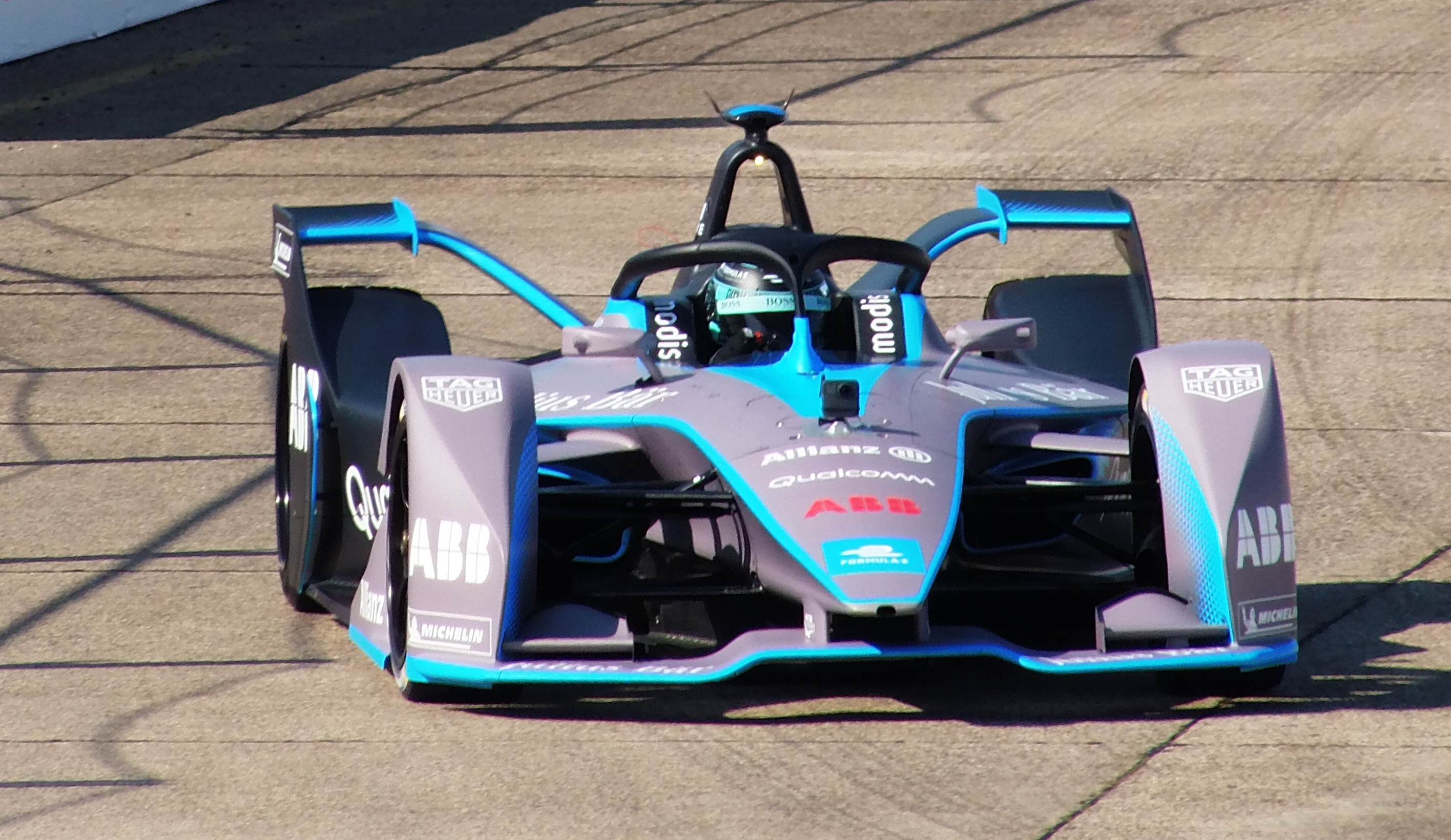
Nico Rosberg fährt Demonstrationsrunden mit dem neuen Fahrzeug für die Saison 2018/19

Im Rahmen des Rennens drehte erstmals der Spark SRT_05e öffentliche Demonstrationsrunden, am Steuer des Wagens saß Nico Rosberg. Außerdem fuhr erstmals der Jaguar I-PACE für die Jaguar I-PACE eTROPHY Demonstrationsrunden vor der Öffentlichkeit, Fahrer war der CEO der Formula E Holdings, Alejandro Agag.
Wegen der erstmaligen TV-Liveübertragung eines E-Prix durch die ARD gab es eine Verschiebung des sonst üblichen Zeitplans eines Renntags: Das Qualifying wurde von 12 Uhr auf 14 Uhr und der Rennstart von 16 Uhr auf 18 Uhr verlegt, damit die Liveübertragung zwischen dem DFB-Pokalfinale der Frauen und dem DFB-Pokalfinale der Herren stattfinden konnte.
Daniel Abt, Buemi und Rosenqvist erhielten einen sogenannten FANBOOST, sie durften die Leistung ihres zweiten Fahrzeugs einmal auf bis zu 200 kW erhöhen und so bis zu 100 Kilojoule Energie zusätzlich verwenden. Für Abt war es der siebte, für Buemi der achte und für Rosenqvist der dritte FANBOOST in dieser Saison.

### Training
Im ersten freien Training fuhr Nick Heidfeld in 1:09,697 Minuten die Bestzeit vor Buemi und Vergne. Das Training musste nach einem Unfall von Sarrazin unterbrochen werden.
Im zweiten freien Training war Vergne mit einer Rundenzeit von 1:09,438 Minuten Schnellster vor Buemi und André Lotterer.

### Qualifying
Das Qualifying begann um 14:00 Uhr und fand in vier Gruppen zu je fünf Fahrern statt, jede Gruppe hatte sechs Minuten Zeit, in der die Piloten maximal eine gezeitete Runde mit einer Leistung 170 kW und anschließend maximal eine gezeitete Runde mit einer Leistung von 200 kW fahren durften. Di Grassi war mit einer Rundenzeit von 1:09,620 Minuten Schnellster. 
Die fünf schnellsten Fahrer fuhren anschließend im Superpole genannten Einzelzeitfahren die ersten fünf Positionen aus. Daniel Abt sicherte sich mit einer Rundenzeit von  Minuten die Pole-Position und damit drei Punkte. Die weiteren Positionen belegten Oliver Turvey, Vergne, D’Ambrosio und di Grassi.
Lotterer wurde um zehn Startpositionen nach hinten versetzt, da er beim Paris E-Prix eine Kollision verursacht hatte. Da dies von Startplatz 18 jedoch nicht vollständig möglich war, wurde der Rest der Rückversetzung in eine Zeitstrafe von zehn Sekunden umgewandelt, die er beim Fahrzeugwechsel absitzen musste.

### Rennen
Das Rennen ging über 45 Runden.

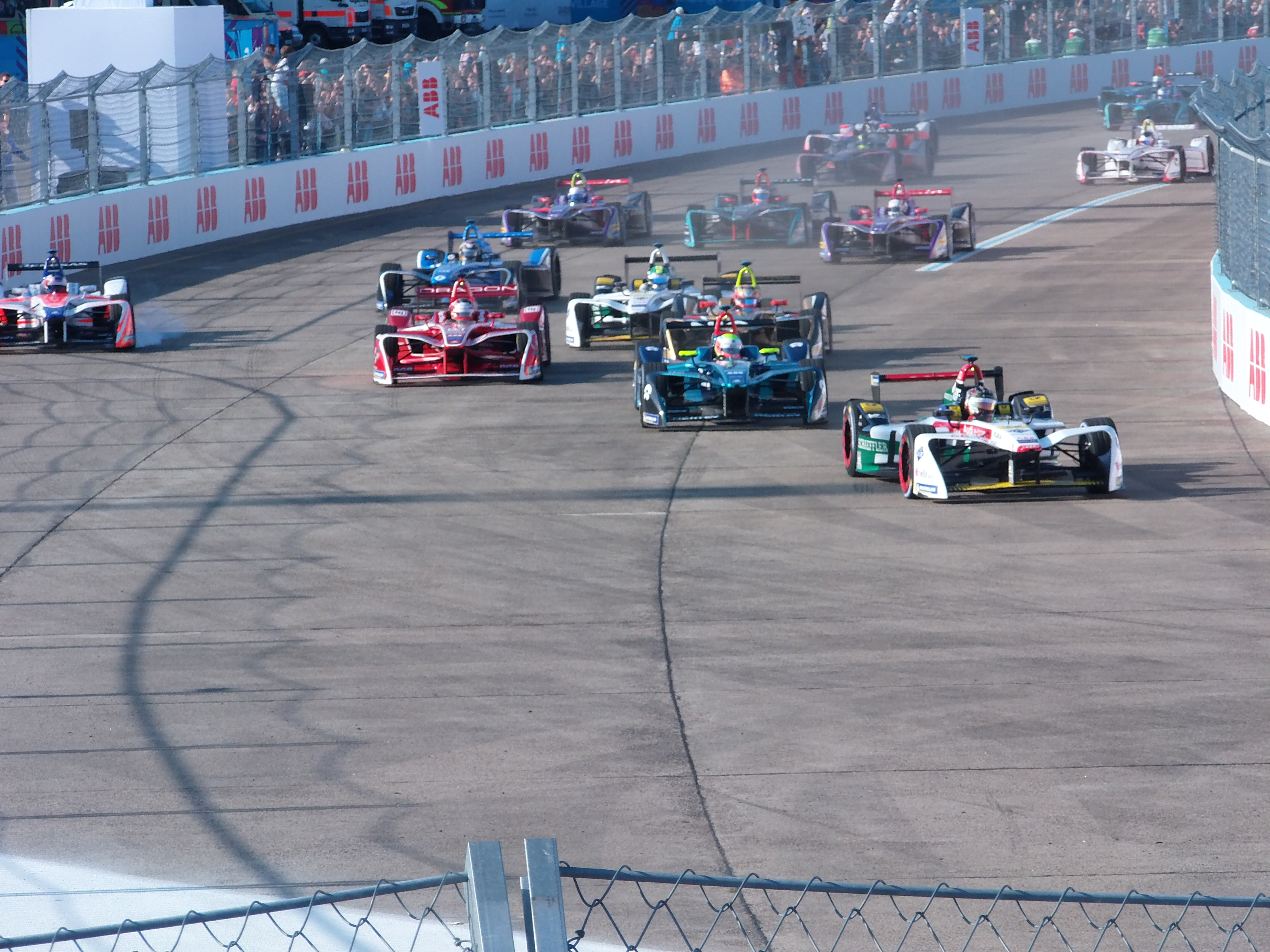
Daniel Abt bleibt am Start in Führung vor Oliver Turvey, dahinter überholt Jérôme D’Ambrosio auf der Außenseite Jean-Éric Vergne. Ganz außen verbremst sich Felix Rosenqvist

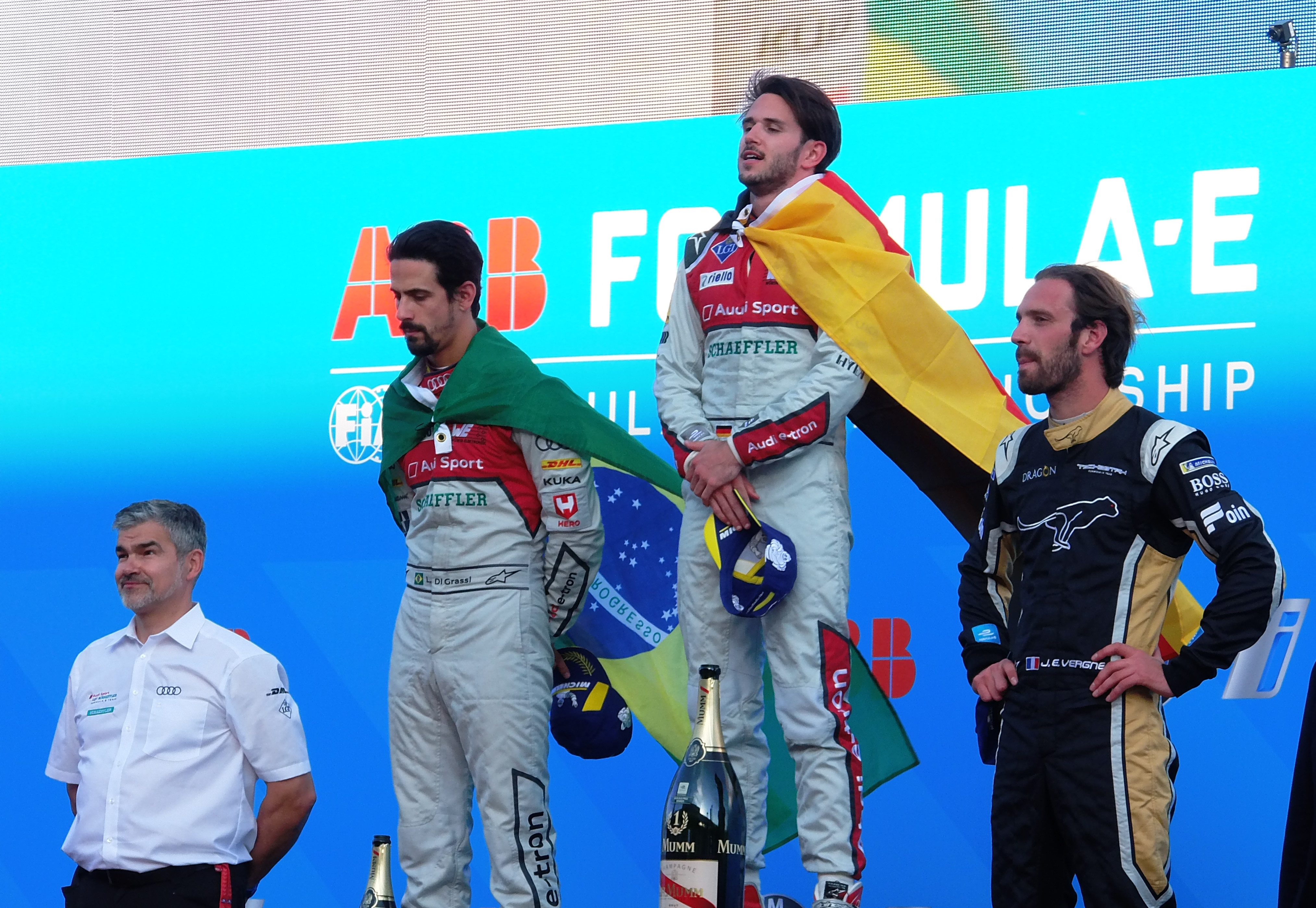
Podium zum Berlin E-Prix 2018: Audi-Motorsportchef Dieter Gass, Lucas di Grassi, Daniel Abt und Jean-Éric Vergne (v. l. n. r.)

Abt gewann das Rennen vor di Grassi und Vergne. Es war nach dem Mexiko-Stadt E-Prix 2018 der zweite Sieg für Abt in der FIA-Formel-E-Meisterschaft. Audi Sport ABT Schaeffler erzielte den ersten Doppelsieg, es war der erst zweite Doppelsieg in der Meisterschaft überhaupt. Di Grassi erzielte zum vierten Mal in Folge den zweiten Platz, Vergne die fünfte Podestplatzierung der Saison. Die restlichen Punkteplatzierungen belegten Buemi, Turvey, Mitch Evans, Bird, Maro Engel, Lotterer und Heidfeld. Der Punkt für die schnellste Rennrunde ging an Abt, der somit die optimale Punktausbeute von 29 Punkten erreichte. Es war außerdem das erste Mal in der Geschichte der FIA-Formel-E-Meisterschaft, dass ein Team die optimale Punktausbeute (bestehend aus Sieg, zweitem Platz, Pole-Position und schnellster Rennrunde) erzielte.
In der Gesamtwertung vergrößerte Vergne seinen Vorsprung auf Bird und Rosenqvist. In der Teamwertung führte Techeetah nun vor Audi Sport ABT Schaeffler, DS Virgin war jetzt Dritter.

## Meldeliste
Alle Teams und Fahrer verwendeten Reifen von Michelin.
| Team                            | Fahrzeug             | Nr. | Fahrer                 |
| ------------------------------- | -------------------- | --- | ---------------------- |
| Renault e.dams                  | Renault Z.E.17       | 08  | Nicolas Prost          |
| Renault e.dams                  | Renault Z.E.17       | 09  | Sébastien Buemi        |
| Audi Sport ABT Schaeffler       | Audi e-tron FE04     | 01  | Lucas di Grassi        |
| Audi Sport ABT Schaeffler       | Audi e-tron FE04     | 66  | Daniel Abt             |
| Mahindra Racing Formula E Team  | Mahindra M4Electro   | 19  | Felix Rosenqvist       |
| Mahindra Racing Formula E Team  | Mahindra M4Electro   | 23  | Nick Heidfeld          |
| DS Virgin Racing Formula E Team | Virgin DSV-03        | 02  | Sam Bird               |
| DS Virgin Racing Formula E Team | Virgin DSV-03        | 36  | Alex Lynn              |
| Techeetah                       | Renault Z.E.17       | 18  | André Lotterer         |
| Techeetah                       | Renault Z.E.17       | 25  | Jean-Éric Vergne       |
| NIO Formula E Team              | NextEV NIO Sport 003 | 16  | Oliver Turvey          |
| NIO Formula E Team              | NextEV NIO Sport 003 | 68  | Ma Qinghua             |
| Andretti Formula E              | Andretti ATEC-03     | 27  | Stéphane Sarrazin      |
| Andretti Formula E              | Andretti ATEC-03     | 28  | António Félix da Costa |
| Dragon Racing                   | PENSKE EV-2          | 06  | José María López       |
| Dragon Racing                   | PENSKE EV-2          | 07  | Jérôme D’Ambrosio      |
| Venturi Formula E Team          | Venturi VM200-FE-03  | 04  | Tom Dillmann           |
| Venturi Formula E Team          | Venturi VM200-FE-03  | 05  | Maro Engel             |
| Panasonic Jaguar Racing         | Jaguar I-Type II     | 03  | Nelson Piquet jr.      |
| Panasonic Jaguar Racing         | Jaguar I-Type II     | 20  | Mitch Evans            |

## Klassifikationen

### Qualifying
| Pos.                                                                   | Fahrer                 | Team                            | Zeit     | Superpole | Start |
| ---------------------------------------------------------------------- | ---------------------- | ------------------------------- | -------- | --------- | ----- |
| 01                                                                     | Daniel Abt             | Audi Sport ABT Schaeffler       | 1:09,774 | 1:09,472  | 01    |
| 02                                                                     | Oliver Turvey          | NIO Formula E Team              | 1:09,943 | 1:09,735  | 02    |
| 03                                                                     | Jean-Éric Vergne       | Techeetah                       | 1:09,765 | 1:09,997  | 03    |
| 04                                                                     | Jérôme D’Ambrosio      | Dragon Racing                   | 1:09,938 | 1:10,054  | 04    |
| 05                                                                     | Lucas di Grassi        | Audi Sport ABT Schaeffler       | 1:09,620 | 1:10,498  | 05    |
| 06                                                                     | Felix Rosenqvist       | Mahindra Racing Formula E Team  | 1:09,951 | –         | 06    |
| 07                                                                     | Sébastien Buemi        | Renault e.dams                  | 1:09,964 | –         | 07    |
| 08                                                                     | Alex Lynn              | DS Virgin Racing Formula E Team | 1:10,002 | –         | 08    |
| 09                                                                     | Mitch Evans            | Panasonic Jaguar Racing         | 1:10,087 | –         | 09    |
| 10                                                                     | Sam Bird               | DS Virgin Racing Formula E Team | 1:10,087 | –         | 10    |
| 11                                                                     | José María López       | Dragon Racing                   | 1:10,105 | –         | 11    |
| 12                                                                     | Tom Dillmann           | Venturi Formula E Team          | 1:10,214 | –         | 12    |
| 13                                                                     | Maro Engel             | Venturi Formula E Team          | 1:10,248 | –         | 13    |
| 14                                                                     | Nick Heidfeld          | Mahindra Racing Formula E Team  | 1:10,264 | –         | 14    |
| 15                                                                     | Nelson Piquet jr.      | Panasonic Jaguar Racing         | 1:10,270 | –         | 15    |
| 16                                                                     | Stéphane Sarrazin      | Andretti Formula E              | 1:10,315 | –         | 16    |
| 17                                                                     | António Félix da Costa | Andretti Formula E              | 1:10,417 | –         | 17    |
| 18                                                                     | André Lotterer         | Techeetah                       | 1:10,598 | –         | 20    |
| 19                                                                     | Luca Filippi           | NIO Formula E Team              | 1:10,601 | –         | 18    |
| 20                                                                     | Nicolas Prost          | Renault e.dams                  | 1:10,618 | –         | 19    |
| 110-Prozent-Zeit: 1:16,582 min (bezogen auf Bestzeit von 1:09,620 min) |                        |                                 |          |           |       |

Anmerkungen
1. ↑  Lotterer wurde wegen des Verursachens einer Kollision beim Paris E-Prix um zehn Startplätze nach hinten versetzt. Da dies nicht vollständig möglich war, erhielt er eine Zehn-Sekunden-Zeitstrafe.

### Rennen
| Pos. | Fahrer                 | Team                            | Runden | Zeit       | Start | Schnellste Runde |
| ---- | ---------------------- | ------------------------------- | ------ | ---------- | ----- | ---------------- |
| 01   | Daniel Abt             | Audi Sport ABT Schaeffler       | 45     | 55:35,546  | 01    | 1:12,409 (26.)   |
| 02   | Lucas di Grassi        | Audi Sport ABT Schaeffler       | 45     | + 6,758    | 05    | 1:12,675 (26.)   |
| 03   | Jean-Éric Vergne       | Techeetah                       | 45     | + 12,894   | 03    | 1:12,488 (45.)   |
| 04   | Sébastien Buemi        | Renault e.dams                  | 45     | + 17,282   | 07    | 1:13,080 (30.)   |
| 05   | Oliver Turvey          | NIO Formula E Team              | 45     | + 19,620   | 02    | 1:13,171 (19.)   |
| 06   | Mitch Evans            | Panasonic Jaguar Racing         | 45     | + 24,586   | 09    | 1:13,057 (27.)   |
| 07   | Sam Bird               | DS Virgin Racing Formula E Team | 45     | + 34,610   | 10    | 1:12,999 (45.)   |
| 08   | Maro Engel             | Venturi Formula E Team          | 45     | + 37,814   | 13    | 1:13,518 (37.)   |
| 09   | André Lotterer         | Techeetah                       | 45     | + 44,359   | 20    | 1:12,818 (42.)   |
| 10   | Nick Heidfeld          | Mahindra Racing Formula E Team  | 45     | + 45,931   | 14    | 1:13,440 (10.)   |
| 11   | Felix Rosenqvist       | Mahindra Racing Formula E Team  | 45     | + 46,381   | 06    | 1:13,655 (36.)   |
| 12   | Nelson Piquet jr.      | Panasonic Jaguar Racing         | 45     | + 49,087   | 15    | 1:13,120 (38.)   |
| 13   | Tom Dillmann           | Venturi Formula E Team          | 45     | + 50,150   | 12    | 1:13,530 (35.)   |
| 14   | Nicolas Prost          | Renault e.dams                  | 45     | + 50,381   | 19    | 1:13,298 (26.)   |
| 15   | António Félix da Costa | Andretti Formula E              | 45     | + 52,715   | 17    | 1:13,706 (30.)   |
| 16   | Alex Lynn              | DS Virgin Racing Formula E Team | 45     | + 53,000   | 08    | 1:13,707 (30.)   |
| 17   | Luca Filippi           | NIO Formula E Team              | 45     | + 53,302   | 18    | 1:13,505 (15.)   |
| 18   | José María López       | Dragon Racing                   | 45     | + 53,611   | 11    | 1:13,408 (20.)   |
| 19   | Jérôme D’Ambrosio      | Dragon Racing                   | 45     | + 54,289   | 04    | 1:13,723 (06.)   |
| 20   | Stéphane Sarrazin      | Andretti Formula E              | 45     | + 1:06,954 | 16    | 1:13,669 (26.)   |

## Meisterschaftsstände nach dem Rennen
Die ersten zehn des Rennens bekamen 25, 18, 15, 12, 10, 8, 6, 4, 2 bzw. 1 Punkt(e). Zusätzlich gab es drei Punkte für die Pole-Position und einen Punkt für den Fahrer unter den ersten Zehn, der die schnellste Rennrunde erzielte.

### Fahrerwertung
| Pos. | Fahrer            | Team                            | Punkte |
| ---- | ----------------- | ------------------------------- | ------ |
| 01   | Jean-Éric Vergne  | Techeetah                       | 162    |
| 02   | Sam Bird          | DS Virgin Racing Formula E Team | 122    |
| 03   | Felix Rosenqvist  | Mahindra Racing Formula E Team  | 86     |
| 04   | Daniel Abt        | Audi Sport ABT Schaeffler       | 85     |
| 05   | Sébastien Buemi   | Renault e.dams                  | 82     |
| 06   | Lucas di Grassi   | Audi Sport ABT Schaeffler       | 76     |
| 07   | Mitch Evans       | Panasonic Jaguar Racing         | 51     |
| 08   | Nelson Piquet jr. | Panasonic Jaguar Racing         | 45     |
| 09   | Oliver Turvey     | NIO Formula E Team              | 44     |
| 10   | André Lotterer    | Techeetah                       | 43     |
| 11   | Edoardo Mortara   | Venturi Formula E Team          | 29     |
| 12   | Maro Engel        | Venturi Formula E Team          | 27     |
| 13   | Nick Heidfeld     | Mahindra Racing Formula E Team  | 22     |

| Pos. | Fahrer                 | Team                            | Punkte |
| ---- | ---------------------- | ------------------------------- | ------ |
| 14   | Alex Lynn              | DS Virgin Racing Formula E Team | 17     |
| 15   | António Félix da Costa | Andretti Formula E              | 16     |
| 16   | José María López       | Dragon Racing                   | 14     |
| 17   | Jérôme D’Ambrosio      | Dragon Racing                   | 12     |
| 18   | Nicolas Prost          | Renault e.dams                  | 7      |
| 19   | Tom Blomqvist          | Andretti Formula E              | 4      |
| 20   | Luca Filippi           | NIO Formula E Team              | 1      |
| 21   | Tom Dillmann           | Venturi Formula E Team          | 0      |
| 22   | Kamui Kobayashi        | Andretti Formula E              | 0      |
| 23   | Ma Qinghua             | NIO Formula E Team              | 0      |
| 24   | Neel Jani              | Dragon Racing                   | 0      |
| 25   | Stéphane Sarrazin      | Andretti Formula E              | 0      |

### Teamwertung
| Pos. | Team                            | Punkte |
| ---- | ------------------------------- | ------ |
| 01   | Techeetah                       | 205    |
| 02   | Audi Sport ABT Schaeffler       | 161    |
| 03   | DS Virgin Racing Formula E Team | 139    |
| 04   | Mahindra Racing Formula E Team  | 108    |
| 05   | Panasonic Jaguar Racing         | 96     |

| Pos. | Team                   | Punkte |
| ---- | ---------------------- | ------ |
| 06   | Renault e.dams         | 89     |
| 07   | Venturi Formula E Team | 56     |
| 08   | NIO Formula E Team     | 45     |
| 09   | Dragon Racing          | 26     |
| 10   | Andretti Formula E     | 20     |